# کراوداسترایک
هُلدینگ کراوداسترایک، آی‌ان‌سی (به انگلیسی: CrowdStrike Holdings, Inc) شرکت امنیت اطلاعات آمریکایی است، که در سال ۲۰۱۱ تأسیس شد.